# Гідропідтискна муфта
Гідропідтискна́ му́фта (скор. ГПМ) — фрикційна муфта зчеплення, яка використовує як натискний пристрій гідравлічний циліндр. Знайшли широке застосування в автоматичних коробках передач автомобілів та в гідравлічно керованих коробках передач тракторів, самохідних машин, бронетехніки.
Гідропідтискні муфти можуть мати різноманітні конструктивні рішення.
У коробках передач служать для включення передач за рахунок стиснення дисків тиском масла.

## Будова муфти
Основні частини гідропідтискної муфти трактора Т-150К:
- Ведучий внутрішній барабан з шестернею.
- Ведений зовнішній барабан.
- Ведучі диски.
- Ведені диски.
- Натискний диск (поршень).
- Віджимні пружини.

## Принцип дії
Принцип дії гідропідтискної муфти заснований на передачі крутного (обертового) моменту за рахунок сил тертя, які виникають при стисненні пакету ведучих (зв'язані з ведучим барабаном) і ведених (жорстко зв'язані з шестернею або валом) дисків, що входять до складу будь-якої гідропідтискної муфти. Проста гідропідтискна муфта являє собою вал, що зв'язаний за допомогою шліців з ведучим барабаном, в розточеній порожнині якого вільно переміщається поршень. В барабані є вирізи, в які входять своїми виступами ведучі диски. Зазвичай дисків є декілька, і їх прийнято називати «пакет дисків». Між ведучими дисками, що є жорстко зв'язаними з барабаном, розташовані ведені диски, які, в свою чергу, зв'язані з веденою шестернею, яка вільно обертається на тому ж валу, що і барабан, і входить у зачеплення з шестернею вторинного валу, якому передається крутний момент.
У вимкненому стані поршень не впливає на пакет дисків, тому крутний момент не передається на ведучу шестерню. Коли в порожнину надходить масло, поршень переміщається, стискаючи ведучі та ведені диски з великою силою. За рахунок сил тертя, що виникають між ведучими і веденими дисками, обертання передається веденій шестірні. Для виключення гідропідтискної муфти досить з'єднати канал нагнітання масла з каналом зливу. Під впливом віджимних пружин поршень переміщається в початкове положення, видавлюючи робочу рідину в канал зливу, пакет дисків розтискається, і передача крутного моменту припиняється.
Коробка передач з гідропідтискними муфтами (на прикладі Т-150К) має досить складну будову. Так, коробка має власну гідросистему, яка приводиться насосом, що є безпосередньо зв'язаним з двигуном, за допомогою горизонтального і вертикального валів, систему перекидних клапанів, золотниковий гідророзподільник , гідроакумулятор, радіатор охолодження масла. Горизонтальний вал проходить всередині порожнини первинного валу коробки передач, і за допомогою шліців є жорстко зв'язаним з маховиком двигуна. Горизонтальний вал виходить в роздавальній коробці, і за допомогою шестерень з кутовим розташуванням зубців передає обертання вертикальному валу, який приводить в обертання гідронасос, що розташований в нижній частині корпусу роздавальної коробки.